# Municipio de Buse
El municipio de Buse (en inglés: Buse Township) es un municipio ubicado en el condado de Otter Tail en el estado estadounidense de Minnesota. En el año 2010 tenía una población de 491 habitantes y una densidad poblacional de 6,27 personas por km².

## Geografía
El municipio de Buse se encuentra ubicado en las coordenadas 46°13′27″N 96°5′35″O / 46.22417, -96.09306. Según la Oficina del Censo de los Estados Unidos, el municipio tiene una superficie total de 78.37 km², de la cual 71,95 km² corresponden a tierra firme y (8,19 %) 6,42 km² es agua.

## Demografía
Según el censo de 2010, había 491 personas residiendo en el municipio de Buse. La densidad de población era de 6,27 hab./km². De los 491 habitantes, el municipio de Buse estaba compuesto por el 97,76 % blancos, el 0,41 % eran afroamericanos, el 0,41 % eran asiáticos y el 1,43 % eran de una mezcla de razas. Del total de la población el 0 % eran hispanos o latinos de cualquier raza.